# Sherry Shourds
Sherry Shourds (* 17. März 1906 in Pennsylvania; † 13. Februar 1991 in Burbank, Kalifornien) war ein US-amerikanischer Regieassistent, der bei der Oscarverleihung 1936 für den Oscar für die beste Regieassistenz nominiert war.

## Biografie
Shourds begann 1929 bei dem Film Die eiserne Maske seine Tätigkeit als Regieassistent in der Filmwirtschaft Hollywoods. Für den Film Ein Sommernachtstraum (1935) wurde er bei der Oscarverleihung 1936 für den nur wenige Jahre verliehenen Oscar für die beste Regieassistenz nominiert.
Zu weiteren bekannten Filmen, bei deren Erstellung er als Regieassistent beteiligt war, gehören The Green Pastures (1936), The Great Garrick (1937), Vater dirigiert (1938), Die Braut des Monats (1948), Vater werden ist nicht schwer (1952) und Mord aus zweiter Hand (1966). Er arbeitete unter anderem mit den Filmregisseuren Mark Connelly, William Keighley, James Whale, Bretaigne Windust, Max Reinhardt, William Dieterle, Michael Curtiz und Robert Gist zusammen.
Er selbst drehte als Regisseur neben dem Kurzfilm Letter from a Friend (1943) und dem Film The Big Punch (1948) die Folge „Lorinda Belle“ der Fernsehserie Der zweite Mann (1961).